# Francis Hincks
Sir Francis Hincks (1807–1885) – kanadyjski dziennikarz, pisarz i polityk, premier rządu Prowincji Kanady. Także brytyjski urzędnik kolonialny.

## Życiorys
Hincks urodził się 14 grudnia 1807 w Settling w Irlandii jako syn duchownego prezbiteriańskiego, który porzucił stan duchowny, by podjąć działalność społeczną, ostatecznie zostając nauczycielem. Młody Francis wychowywał się w środowisku otwartym na nowe idee. Zainteresowany był jednak bardziej działalnością gospodarczą niż społeczną. Pierwszym jego przedsięwzięciem była praca w firmie okrętowej w Belfaście. W latach 1830–1831 odbył długą podróż do Ameryki Północnej, badając możliwości gospodarcze w Kanadzie i Indiach Zachodnich. W 1832 wraz ze swą świeżo poślubioną żoną osiedlił się w Toronto w Górnej Kanadzie. W Toronto otworzył hurtownię żywności, stając się wkrótce znaczącym eksporterem wina, whisky i luksusowych produktów żywnościowych. Choć przedsiębiorstwo dobrze się rozwijało, rodzina często miała problemy z utrzymaniem wysokiego poziomu życia. W związku z tym Hincks zatrudnił się dodatkowo w banku rolniczym (Farmer’s Bank) jako główny kierownik. Z czasem zaangażował się także w przedsięwzięcia ubezpieczeniowe.
Dając się poznać jako dobry organizator i mając skłonności reformistyczne, związał się blisko z Robertem Baldwinem, przywódcą kanadyjskich reformistów. Baldwin zaprosił Hincksa do grupy kontrolerów w celu zbadania nieprawidłowości w zarządzaniu budową Kanału Welland. Stało się to dla niego przepustką do działalności politycznej i służby publicznej.
Hincks choć był reformistą, daleki był od radykalnych poglądów reprezentowanych przez Williama L. Mackenziego. Oponował także przeciwko użyciu przemocy w celach politycznych. Gdy dotarły do niego wiadomości o rychłym wybuchu rebelii, schronił się i w ukryciu pozostał przez dziesięć dni, dopóki sytuacja się nie uspokoiła. Po rebelii dołączył do tych umiarkowanych reformistów, którzy walczyli (początkowo nieskutecznie) o powołanie w kolonii rządu przedstawicielskiego. W 1838 r. założył w Toronto pismo Examiner i później w Monteralu Pilot, oba propagujące idee reformistyczne.
Hincks z czasem stał się jedną z głównych postaci ruchu reformistycznego. W latach 1842–1843 i 1848-1951 dwukrotnie zasiadał w rządzie jako minister finansów. Od 28 października 1851 do 11 września 1854 sprawował funkcje premiera tytularnego Prowincji Kanady. W swej politycznej działalności dążył do wprowadzenia i ugruntowania rządów przedstawicielskich, wprowadzenia proporcjonalnego systemu wyborczego oraz wzmocnienie suwerenności Kanady. Zawsze też był ostrym krytykiem wszelkich tendencji aneksyjnych w USA. Największymi dokonaniami jako premiera był jego udział w przygotowaniach do budowy linii kolejowej Grand Trunk oraz udział w negocjacjach traktatu o wolnym handlu pomiędzy Brytyjską Ameryką Północną a USA.
Ustąpienie z rządu w 1854 związane było z konfliktem, który podzielił go z dawnym współpracownikiem, Robertem Baldwinem. Konflikt ten rozgrywał się na gruncie religijnym w stosunkach pomiędzy katolikami i protestantami. Ostatecznie Hinks opuścił partię liberalną i wziął udział w formowaniu innej partii umiarkowanych reformistów Partia Liberalno-Konserwatywna Kanady. Niedługo jednak później postanowił opuścić Kanadę, akceptując brytyjską ofertę pracy w służbie kolonialnej. W latach 1855–1862 sprawował funkcję gubernatora Barbados i w latach 1862–1869 Gujany Brytyjskiej. Do Kanady powrócił dopiero w 1869 r., już po konfederacji, by dołączyć do gabinetu Johna Macdonalda jako minister finansów. Jako minister odpowiedzialny był za upadek banku Consolidated Bank of Canada, który nastąpił w 1869 w aurze wielkiego skandalu. Mimo że technicznie uznany został winnym, nie pociągnięto go do ani prawnej, ani finansowej odpowiedzialności. Do ostatnich dni życia zaangażowany był w działalność polityczną. W 1869 otrzymał brytyjskie szlachectwo. Zmarł 18 sierpnia 1885 w Montrealu.
Francis Hinks był autorem trzech książek:
- The Political History of Canada between 1840 and 1855 (1877)
- The Political Destiny of Canada (1878)
- Reminiscences (1884)